# Penelope Wallace
Penelope Wallace (* 30. Mai 1923; † 13. Januar 1997 in Oxford) war eine englische Kriminalschriftstellerin.
Penelope Wallace war die Tochter des englischen Kriminalschriftstellers Edgar Wallace und seiner zweiten Ehefrau Violet Ethel King. Sie ist die Verfasserin mehrerer Kriminalgeschichten, die teilweise auch in deutscher Sprache erschienen sind. Trotz ihres prominenten Namens erreichte sie nicht annähernd die Popularität ihres Vaters.
1969 gründete sie die The Edgar Wallace Appreciation Society. Bis 1984 war sie alleine für die Organisation zuständig und bis zu ihrem Tode, 1997, die Präsidentin.

## Werke (Auswahl)
- The Sleep-Walking Monkey (1979) – dt. Das Geheimnis des schlafwandelnden Affen (1979)
- A Clutch of Bastards (1980) – dt. Toter Erbe – Guter Erbe (1980)
- Death and Holly (1982) – dt. Familienbande (1982)
- Kensington Gore (1985) – dt. Eine feine Adresse (1987)